# Schottenring metróállomás

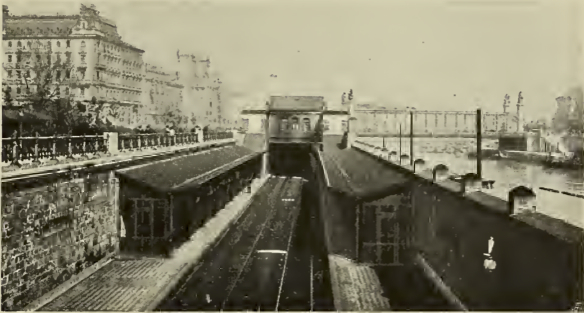
A régi Stadtbahnállomás 1905-ben

A bécsi Schottenring metróállomás az U2-es és az U4-es metróvonalak egyik átszállópontja. Az állomás Bécs első (Innere Stadt) és második (Leopoldstadt) kerületének határán épült. Az U2-es ész U4-es metrók között még Karlsplatzon is át lehet szállni, de az utasok többsége a rövidebb átszállási idő miatt inkább ezt választja.

## Története
Az eredeti Schottenring állomás 1901 augusztus 6-án lett átadva Otto Wagner tervei alapján, akkor még a gőzüzemű Stadtbahn állomásaként a Donaukanal vonalon. Ezt 1918-ban (az első világháború utolsó évében) bezárták, majd a villamosítás után 1925 október 20-án újra megnyitották. Az állomás túlélte az 1945-ös Bécsi csatát, de sajnos az 1970-es években, amikor a Stadtbahn ezen részét alakították át metróvá lebontották. Ez elsősorban annak volt köszönhető, hogy nem volt műemlékvédelem alatt. További indok volt még az is, hogy ekkor már felmerült az U2-es számú metróvonal megépítése, mely egy földalatti villamoshálózat átalakításával idáig kívántak kiépíteni.
1978 április 3-án végül átadták az állomást az U4 metró számára. Az U2 ekkor még nem létezett, az csak 1980 augusztus 3-án lett átadva, akkor még Schottenring volt a végállomása.
2002 és 2008 között elkezdték elbontani az U2-es metró vágányait, ez idő alatt ideiglenesen a „Spanyol megoldást” alkalmazták. Ez azt jelentette, hogy az U4 peronján középen metszve átvezették az U2 egy darab vágányát. Vagyis két szélen az U4-es, középen pedig az U2-es metró állt meg. (Ilyen volt régen Meidling Hauptstraße, és jelenleg is így néz ki a Stadion állomás).
Ennek a vágányelrendezésnek akkor lett vége, amikor az U2-es metróvonalat 2008-ban meghosszabbították a Stadionig. Az U4-es metró maradt a helyén annyi változással, hogy az U2-es metró régi középső vágányát elbontották. Az U2-es pedig egy teljesen új állomáson át lett elvezetve a Stadion felé.

## Jellemzői

### U2-es metró
Az állomás kétvágányos, középperonos kialakítású a földfelszín alatt épült. Belső burkolata fényes fehér lemezek, színvilága egységes a tőle Seestadt felé eső megállókkal, belső elrendezése teljesen megegyezik Taborstraße megállóéval. Az állomás liftekkel akadálymentesített.

### U4-es metró
Az állomás kétvágányos, középperonos kialakítású és a földfelszín alatt épült. Belső burkolata zöld-fehér, az utasok által használt padló fekete színű. Az állomás liftekkel akadálymentesített.

### Átszállási kapcsolatok
| U2 (Schottentor ↔ Seestadt)     |                                                  |                                                        |
| U4 (Heiligenstadt ↔ Hütteldorf) |                                                  |                                                        |
| Állomás                         | Átszállási kapcsolatok                           | Fontosabb létesítmények                                |
| Schottenring                    | 1, 31, U2Z 3A N25, N31, N38, N60, N66 (Éjszakai) | Ferenc-József rakpart, Augartenbrücke (híd), Flex Club |

## Galéria

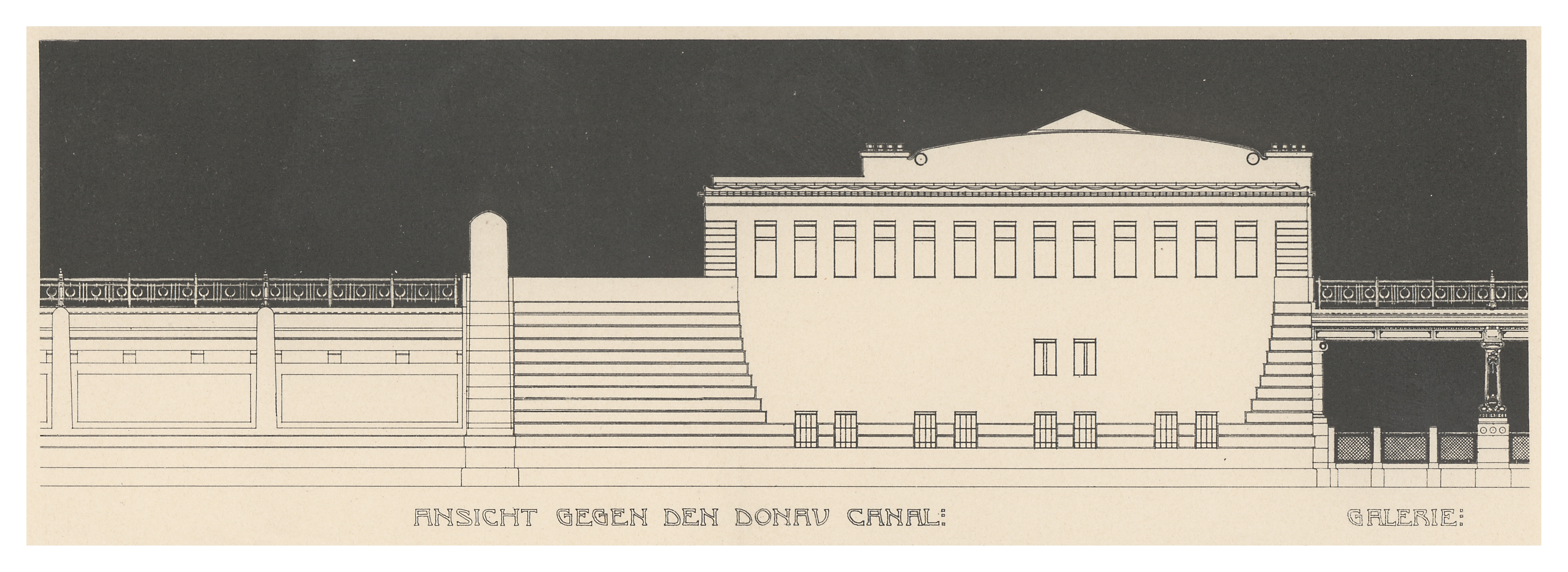
A régi Stadtbahnállomás
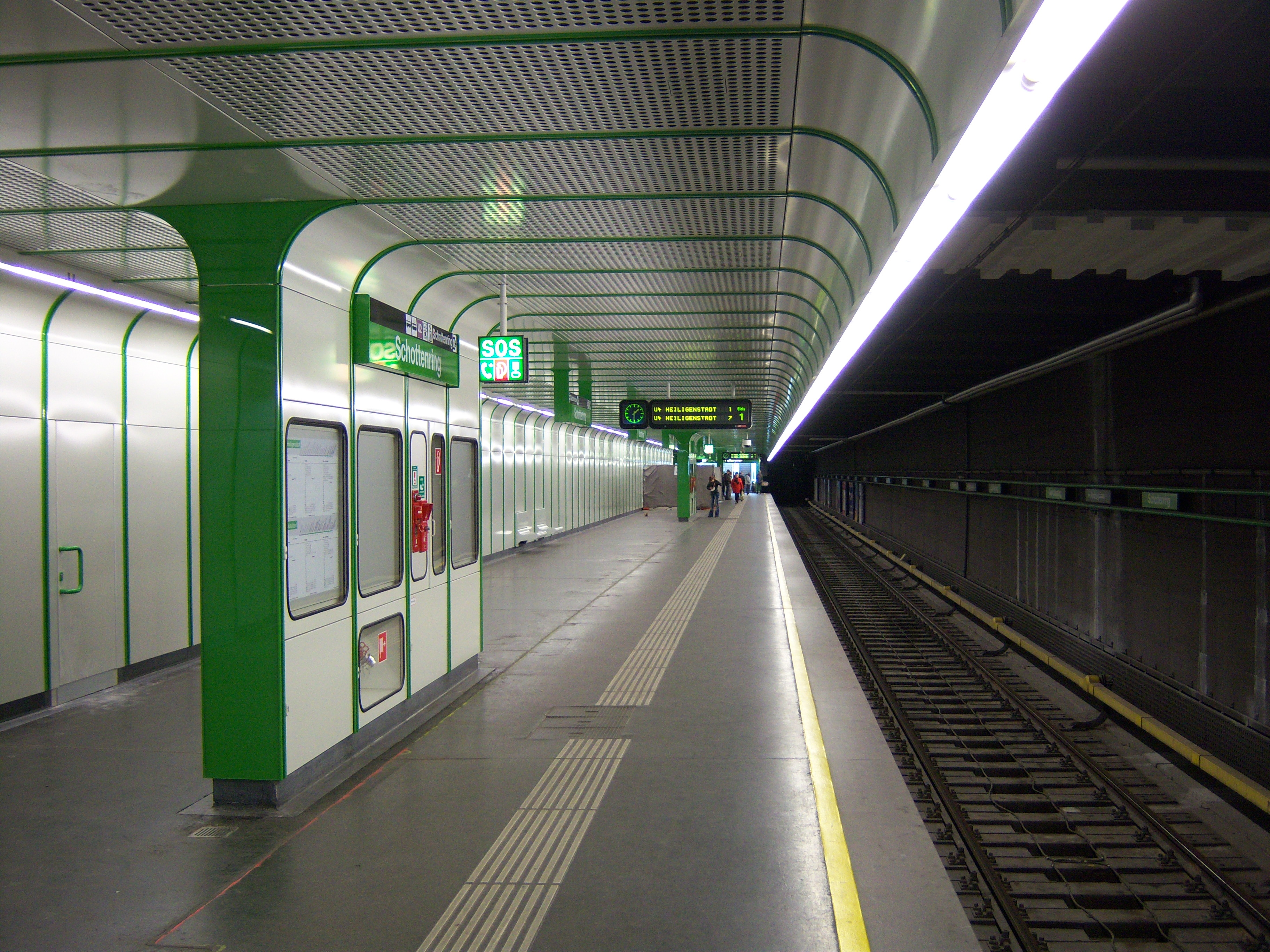
Az U4-es metró állomása napjainkban
Az U2-es metró állomása napjainkban
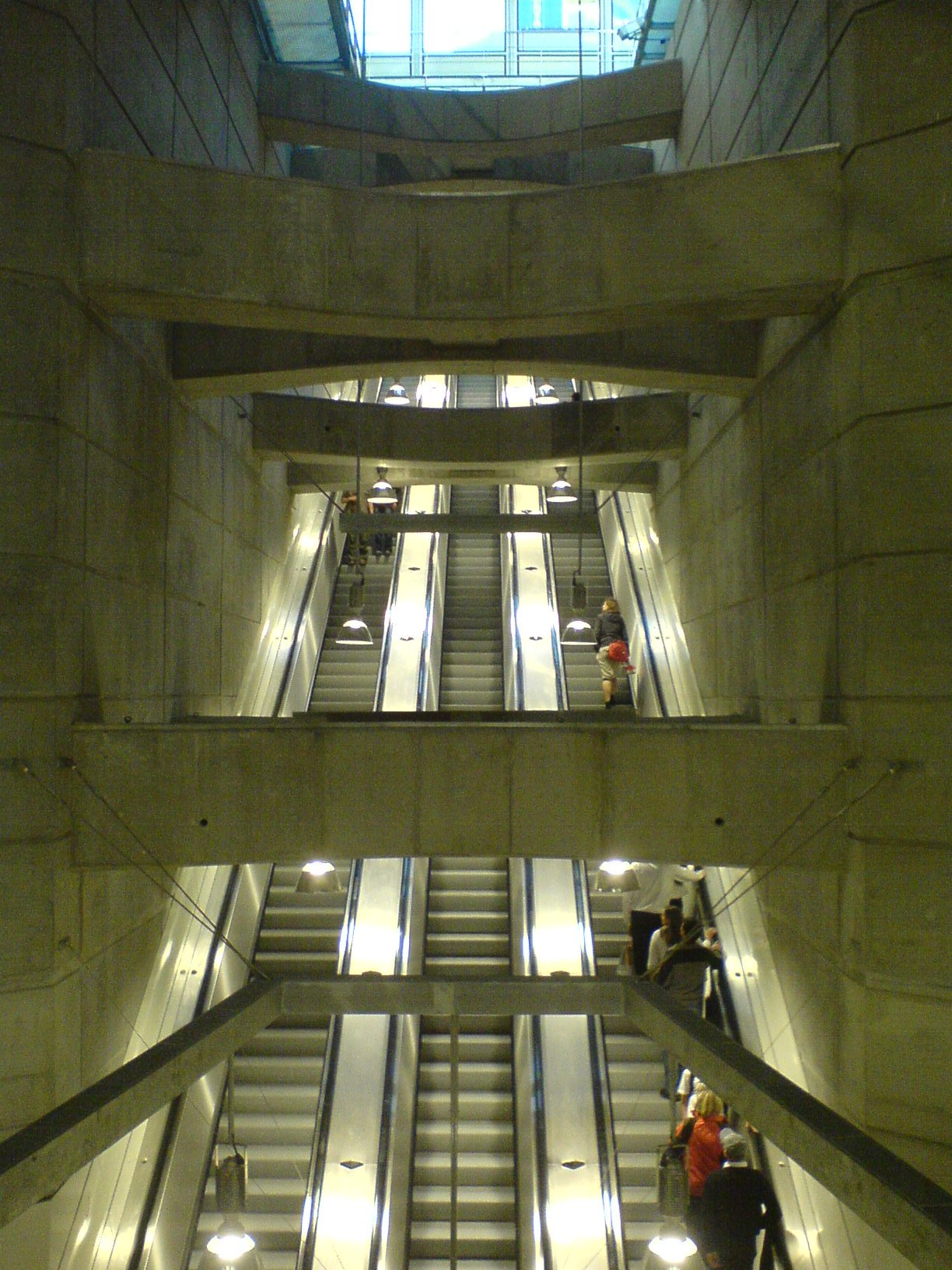
Mozgólépcső az U2-es metró állomása felé

## Fordítás
- Ez a szócikk részben vagy egészben  az   U-Bahn-Station Schottenring című német Wikipédia-szócikk fordításán alapul.  Az eredeti cikk szerkesztőit annak laptörténete sorolja fel. Ez a jelzés csupán a megfogalmazás eredetét és a szerzői jogokat jelzi, nem szolgál a cikkben szereplő információk forrásmegjelöléseként.